# 누미디아
누미디아는 대략 기원전 3세기부터 북아프리카에 존재하던 왕국이다. 나중에 로마의 속주가 되었으며 현재의 알제리와 대체로 일치한다. 로마 당시에는 서쪽으로 마우레타니아(현재 알제리의 서해안) 속주, 동쪽으로 아프리카(현재 튀니지) 속주, 북쪽으로 지중해, 남쪽으로는 사하라 사막과 경계를 이루는 지역을 말한다.
기원전 6세기경부터 이 지역을 지배한 카르타고의 지배를 받았고 대부분은 반 유목생활을 하였다. 대체로 이 지역의 말사육이 유명하여 기병을 많이 배출하였다. 제2차 포에니 전쟁 당시에는 누미디아가 2개의 왕국으로 분리 되어있었으나 왕 마시니사가 로마와 결합하여 자마 전투에 기병대를 지원하여 카르타고를 물리치는 데 일조하였고 그 이후 영토를 늘렸다.
이후에도 몇 개로 쪼개지는 했으나 로마의 속한 왕국으로 지속했지만 기원전 46년경 로마에 반란을 일으켰다가 율리우스 카이사르에 진압당하고 아프리카 노바 속주로 만들었다. 그후에 몇번의 속주 명칭이 변했지만 계속 로마의 속주로 남아있다가 5세기에 반달족이 북아프리카를 침공하자 완전히 자취를 감추게 되었다.